# Aeroporto El Tehuelche
L'Aeroporto El Tehuelche (in spagnolo Aeroporto El Tehuelche) è uno scalo aereo argentino che serve anche la cittadina di Puerto Madryn, nella provincia del Chubut.

## Storia
L'aeroporto è stato inaugurato l'8 luglio 1946.